# سیارک ۲۵۵۳

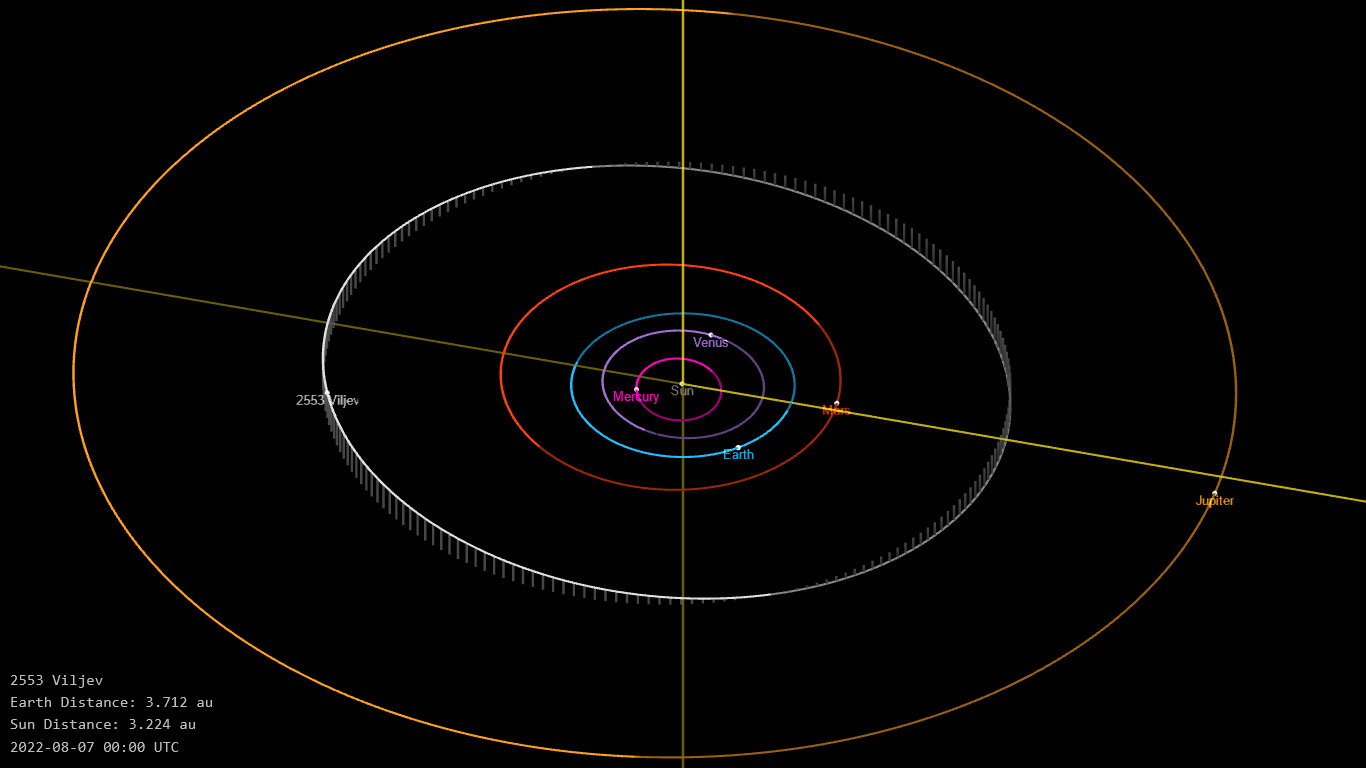
نگاره‌ای از محل سیارک ۲۵۵۳ در مدار - ۲۰۲۲

سیارک ۲۵۵۳ (به انگلیسی: 2553 Viljev، نامگذاری:1979FS2) دو هزار و پانصد و پنجاه و سومین سیارک کشف شده‌است که در ۲۹ مارس ۱۹۷۹ کشف شد.
قدر مطلق سیارک برابر ۱۱٫۳۰ است.